# Татарская и башкирская община в Японии

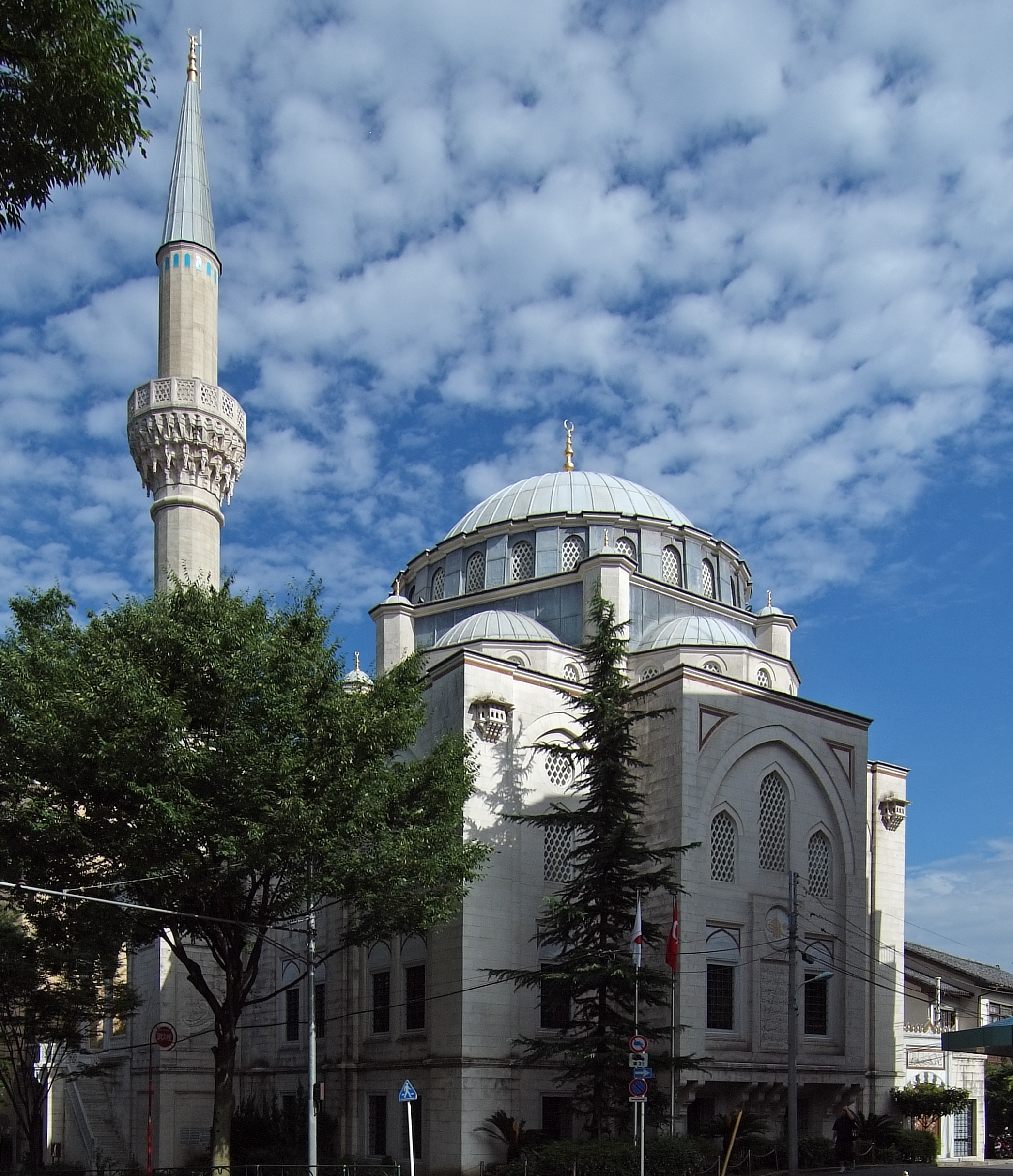
Токийская мечеть

Татарская и башкирская община в Японии — одно из национальных меньшинств Японии, возникшее после Октябрьской революции. Основу составляют татары и башкиры — противники советской власти, бежавшие в 1919 году из СССР через Маньчжурию. В 1920-х годах общее количество составляло более 1200 человек. Селились в окрестностях Токио и Кобе.
Благодаря стараниям общины в Японии появилась первый мусульманский храм — Токийская мечеть, и ислам получил признание власти. Токийская мечеть «Исламия», выстроенная в 1938 году, в 1985 году была разрушена после одного из землетрясений, в 1986 году она была полностью разобрана. В 1998 году властями Турецкой республики было начато воссоздание (в контексте исторической преемственности и общетюркской идентичности) мечети. На эти цели Правительство Турции выделило 1,2 млрд иен. 30 июня 2000 года мечеть была открыта.
В 1939 году премьер-министр Киитиро Хиранума заявил, что ислам равноправен в Японии с буддизмом и христианством.
Яркие представители — Курбангалиев, Мухаммед-Габдулхай, Гаяз Исхаки.

## Миграция в Турцию
Так как иностранцам было практически невозможно получить японское гражданство, татары и башкиры, проживающие в Японии, получив содействие Гаяза Исхаки, в конце 1930-х годов массово начали писать прошение о принятии в гражданство Турецкой Республики. Рассмотрение обращений было полностью завершено в 1953 году. Они получили свидетельства о рождении и паспорта граждан Турецкой республики в посольстве Турции в Токио.
Позднее община трансформировалась в единую тюркскую общину, объединяющую сегодня в большинстве своем турок-работников машиностроительных предприятий, выходцев тюркских народов из Центральной Азии, потомков белых башкир и татар.
В Японии существует определённый интерес к тюркской культуре, в частности, к татарской и башкирской.